# Openwereldspel
Een openwereldspel is een type computerspel waarin de speler vrij kan rondzwerven door een virtuele wereld en veel vrijheid krijgt in hoe hij het spel uitspeelt. De Engelse term "free roam" (vrij rondreizen) wordt ook wel gebruikt.

## Beschrijving
"Open wereld" en "free-roaming" zijn begrippen die de afwezigheid van kunstmatige grenzen suggereren, in tegenstelling tot de onzichtbare muren en laadschermen die gebruikelijk zijn in normale lineaire "levels". Alleen bij het einde van de speelwereld zal een speler worden tegengehouden door bijvoorbeeld een onkruisbare oceaan of bergketen. Doorgaans zijn er geen laadschermen aanwezig, maar wordt een nieuw wereldgedeelte automatisch ingeladen wanneer de speler in een volgend gebied komt. In bepaalde openwereldspellen gebruikt de ontwikkelaar smalle doorgangen, treinritten of tunnels om het inladen van een nieuw gedeelte van het speelveld te maskeren.
Ondanks dat de speler vrij kan rondreizen, zijn er vaak enkele technische beperkingen qua gameplay en/of verhaal. De openheid van de speelwereld is het belangrijkste onderdeel van het genre, wat de speler een gevoel van vrijheid en zelfstandigheid geeft. Ook bestaat de mogelijkheid om de uitdagingen in een willekeurige volgorde te spelen en zelf de aanpak hiervan te bepalen.
Een groot onderdeel van de aantrekkingskracht is dat het spelgenre een gesimuleerde werkelijkheid biedt, waarin de speler zijn of haar personage kan ontwikkelen en een weg in de wereld te vinden in een eigen tempo. Vaak wordt het einddoel bepaald door de verhaallijn, zoals bijvoorbeeld in The Elder Scrolls V: Skyrim.
Om het risico te verkleinen dat spelers de weg kwijtraken in een open wereld, verdelen de spelontwerpers de wereld vaak in kleinere gebieden. Een nadeel van het model is dat de ontwerper elk aspect van de wereld moet detailleren; elke boom, rivier, heuvel en klif moet worden ontworpen en geplaatst, tenzij de wereld via procedurele generatie wordt gegenereerd. Door deze grootschalige detaillering kunnen er eenvoudig fouten, incomplete gedeeltes of verkeerde elementen achterblijven.

## Geschiedenis
Er is geen consensus over welk spel het eerste openwereldspel is, mede door verschillende definities over hoe groot en open een wereld moet zijn om tot het spelgenre te worden gerekend. Enkele voorbeelden van vroege spellen zijn Dungeons & Dragons uit 1974 en Colossal Cave Adventure uit 1976. Deze tekstgeoriënteerde spellen bieden non-lineaire gameplay maar vallen in het niet bij wat men tegenwoordig ziet als een openwereldspel. Een duidelijke definitie van het genre kwam pas in 1984 met het succesvolle ruimtesimulatiespel Elite.
Andere voorbeelden van vroege spellen met elementen van een open wereld zijn The Hobbit (1982), Valhalla (1983), The Seven Cities of Gold (1984) en Sid Meier's Pirates! (1987).

## Gameplay
Een open wereld is een speelgebied of level in een computerspel dat open gebieden bevat, en op een non-lineaire manier gespeeld kan worden om de doelstellingen te bereiken. Een open wereld biedt een grotere manier van verkenning dan in een serie kleine levels of een gebied dat maar op een manier kan worden uitgespeeld. In recensies wordt gekeken naar in hoeverre er voldoende interactie met de speelwereld mogelijk is voor de speler wanneer de verhaallijn wordt genegeerd.
Verreweg de meeste spellen met een open wereld zijn gebaseerd op een fictief gebied of fantasiewereld, maar er zijn ook spellen met nagemaakte gebieden en steden zoals die in de echte wereld bestaan.
Een grote uitdaging voor de spelontwerper is een balans zien te vinden in de vrijheid die de speler krijgt en de structuur van de verhaallijn. De ontwerper moet rekening houden met onverwachte acties van de speler, zodat de gameplay en het verhaal niet verstoord raken. Daarom verdelen spelontwerpers het hoofdverhaal vaak in afzonderlijke missies, of bieden zij-missies aan.
Sommige openwereldspellen tonen aan het begin niet de gehele speelwereld. Hierdoor kan de ontwerper de speler naar een verhaalpunt leiden, die bijvoorbeeld als beloning dient om een deel van de kaart te tonen. Dit wordt toegepast in onder meer de Assassin's Creed-serie.

## Voorbeelden van openwereldspellen
- Assassin's Creed-serie
- Driver-serie
- Fallout-serie
- Far Cry-serie
- Grand Theft Auto-serie
- Infamous-serie
- Just Cause-serie
- L.A. Noire
- Microsoft Flight Simulator-serie
- Midtown Madness-serie
- Need for Speed
- Red Dead Redemption
- RollerCoaster Tycoon 3
- Saints Row-serie
- Sleeping Dogs
- The Elder Scrolls-serie
- The Legend of Zelda-serie
- Watch Dogs
- Yakuza-serie